# Jeffrey Herbener
Jeffrey M. Herbener (...) è un economista statunitense, esponente della scuola austriaca.

## Educazione
Herbener ha studiato economia alla Oklahoma State University dove è stato educato in un ambiente "tradizionalmente neoclassico". Herbener entrò in contatto con le teorie austriache già durante gli studi, leggendo testi di Eugen von Böhm-Bawerk, ma solo durante l'insegnamento alla Pittsburg State University diventò "familiare" con la cultura austriaca, grazie a Friedrich von Hayek, Ludwig von Mises e Murray N. Rothbard.

## Carriera accademica
Oltre ad aver insegnato nella città di Pittsburg (Kansas), Herbener ha lavorato come docente anche per il Washington & Jefferson College e il Grove City College. È membro del Ludwig von Mises Institute.